# Bergtjärnen (Ljusdals socken, Hälsingland)
Bergtjärnen är en sjö i Ljusdals kommun i Hälsingland och ingår i Delångersåns huvudavrinningsområde. Sjön har en area på 0,0542 kvadratkilometer och ligger 309,1 meter över havet.

## Delavrinningsområde
Bergtjärnen ingår i det delavrinningsområde (689506-151197) som SMHI kallar för Mynnar i Skånsjön. Medelhöjden är 322 meter över havet och ytan är 0,79 kvadratkilometer. Räknas de 2 avrinningsområdena uppströms in blir den ackumulerade arean 4,82 kvadratkilometer. Vattendraget som avvattnar avrinningsområdet har biflödesordning 2, vilket innebär att vattnet flödar genom totalt 2 vattendrag innan det når havet efter 117 kilometer. Avrinningsområdet består mestadels av skog (83 procent). Avrinningsområdet har 0,05 kvadratkilometer vattenytor vilket ger det en sjöprocent på 6,8 procent.